# Ilie Danilov
Ilie Danilov (cunoscut și sub pseudonimul literar Leo Divinial, n. 2 august 1946, Sulina, jud.Tulcea – d. 30 septembrie 2012) a fost cadru didactic universitar, doctor în filologie, autor de cărți și lucrări științifice în domeniul lingvistic, prozator, dramaturg, ziarist, membru al Uniunii Scriitorilor din România.

## Biografie
S-a născut la 2 august 1946  în orașul Sulina, județul Tulcea într-o familie de ruși lipoveni, ca fiu al Melaniei și al lui Elefteri Danilov. La nașterea copilului, tatăl său era marinar, iar mama casnică. Studiile le-a început în orașul natal, absolvind gimnaziul, și le-a continuat la Tulcea unde, în 1964, a absolvit liceul. S-a înscris la concursul de admitere la Institutul Superior de Marină din Constanța, secția Ofițeri de punte pentru flota comercială, dar a fost respins din motive medicale. În toamna aceluiași an a fost încorporat, satisfăcându-și stagiul militar, ca planșetist, într-o unitate militară de artilerie antiaeriană din București. Lăsat la vatră, în februarie 1966, a revenit în orașul natal și s-a angajat la Consiliul Popular Sulina în funcția de contabil principal, pregătindu-se, în paralel pentru admitere la facultate.
Intră la Filologie, la Universitatea Alexandru Ioan Cuza din Iași, pe care a absolvit-o în 1971, ca șef de promoție al secției de rusă-română. Nominalizat în învățământul superior, a fost repartizat la Catedra de Limbi Moderne a Institutului de Medicină și Farmacie din Iași. În 1996 și-a luat doctoratul în filologie la Craiova, la profesorul Gheorghe Bolocan (reputat lingvist, cel mai mare autor de dicționare bilingve ruso-române și româno-ruse). În 1999 s-a transferat, prin concurs, pe post de conferențiar, la Catedra de Slavistică “Petru Caraman” a Universității Al. I. Cuza. Este autorul a numeroase lucrări științifice și cărți de specialitate în domeniul lingvisticii, culegeri de texte și manuale de limbă română pentru studenții străini.  Între 1981-1984 a funcționat ca lector de limbă, cultură și civilizație română la Beijing, China, iar între 1992-1995 la Veliko Târnovo, Bulgaria.
În literatură a debutat în nr. 7/1984 al revistei "Contemporanul", cu eseul Dragonul, mitica emblemă a Chinei. A publicat poezie, proză și teatru în periodice, iar editorial a debutat în 1999, la Editura Junimea, cu volumul de proză umoristică scurtă Făcătorii de minuni din Arbanasia. Au urmat:
- Rezervația mitocanilor (proză umoristică scurtă), Editura Kitej-Grad, Iași, 2002;
- Grădina limpezimii desăvârșite (proză memorialistică), în volumul colectiv Evantaiul celor 1000 de gânduri, Editura Ion Cristoiu, București, 1999;
- Scrisoare de recomandare, în antologia Insula Albă, Editura Ex Ponto, Constanța 2003.

Ca traducător, a tipărit următoarele cărți: 
- F.M.Dostoievski, Scrieri Politice, Editura Polirom, Iași, 1998 ;
- S.N. Lazarev, Karma sau armonia dintre fizic, spirit, psihic și destin, Editura Moldova, Iași, f.a.;
- S. N. Lazarev, Karma pură, Editura Polirom, Iași, 1998;
- S. N. Lazarev, Karma. Sistemul autoreglării câmpurilor, Editura Dharana, București, f.a.;
- S. N. Lazarev, Karma. Iubirea, Editura Dharana, București, f.a.;
- Cele mai frumoase basme rusești (traducere în colaborare cu Aurelia-Iozefina Danilov), Editura Polirom, Iași 2007.

## Date personale
- Nume: 		Danilov Ilie
- Pseudonim literar: Leo Divinial
- Adresă: Iași
- Naționalitate:	ruso-lipoveană
- Profesia: 	filolog
- Data nașterii:	02.08.1946
- Locul nașterii:	orașul Sulina, județul Tulcea
- Părinții: 	Melania și Elefteri Danilov
- Frații:    	Stelea Eugenia, profesoară, pensionară, Danilov Ioan, electrician, Sîrghe Maria, profesoară, Danilov Alexandru, electrician
- Soția: Danilov Aurelia-Iozefina, profesoară, traducătoare
- Copii:   	Danilov Jaroslav, informatician, Danilov Vladimir, informatician, profesor, maestru internațional, antrenor de șah la clubul “Politehnica” Iași, antrenor al naționalei de juniori
- Limbi străine cunoscute: rusa, bulgara, ucraineana, polona, engleza, italiana.

## Activitate literară
- Membru al Uniunii Scriitorilor din Romania, filiala Bucuresti, din 2007
- Redactor al revistei social-culturale “Kitej-grad” din Iași
- Membru fondator al al revistei social-culturale “Kitej-grad”

## Cărți apărute
- A. Literatură științifică

Individual: 
- - Paremiologia rusă din perspectivă comunicătivă, lingvistică și stilistică, Editura Sirius-4, Veliko Turnovo, 1995 (recenzii: "Cronica", nr.24/16-31 XII 1995; "24 ORE" din 24 I 1996);
  - Russkie poslovicy i pogovorki, Editura Junimea, Iași, l999.
  - Studii, articole și comunicări, Editura Moldova, Iași, l996.
  - Repere ale paremiologiei românești, Editura Moldova, Iași, l997.
  - Essential Romanian for foreign students, Cronica Publishers, Iași 1996.
  - Rumynski ezik. Intenziven kurs (za bălgarski studenti), Veliko Turnovo, 1994;
  - Pagini din viața și opera unor savanti și inventatori români, antologie și note de Ilie Danilov, Centrul de multiplicare al Facultății de limbi sud-esteuropene de la Universitatea de Studii Straine din Beijing, 1984;

În colaborare: 
- - Limba română. Curs practic (pentru studentii chinezi), autori: Ciu Tu 			Di, Ilie Danilov și Ding Zhao, al Facultății de limbi sud-esteuropene de la 			Universitatea de Studii Straine din Beijing, 1984;
  - Limba română. Noțiuni de morfologie cu exerciții, autori: Ilie Danilov, 			Crina Lupu-Bratiloveanu și Maria Lazar, Centrul de multiplicare al 			U.M.F., Iași, 1991;
- B. Literatură beletristică și traduceri
  - Făcătorii de minuni din Arbanasia, Editura Junimea, Iași, 1999.
  - Rezervația mitocanilor Editura Kitej-grad, Iași, 2002.
  - Grădina limpezimii desăvârșite (proză memorialistică), în volumul
  - Evantaiul celor 1000 de gânduri, Editura Ion Cristoiu, București, 1999.
  - Scrisoare de recomandare, în volumul Insula Albă, Editura Ex Ponto, Constanța 2003 ;
  - F.M.Dostoievski, Scrieri politice, Editura Polirom, Iași, 1998.
  - S.N.Lazarev, Karma sau armonia dintre fizic, psihic, spirit și destin, Editura Moldova, Iași, 1995.
  - S.N.Lazarev, Karma pură, Editura Polirom, Iași, 1998.
  - S.N.Lazarev, Diagnosticarea karmei. Sistemul autoreglarii câmpurilor, Editura Dharana, București, f.a. (în colaborare cu Iozefina Danilov).
  - S.N.Lazarev, Diagnosticarea karmei. Iubirea, Editura Dharana, București, f.a. (în colaborare cu Iozefina Danilov.
  - Cele mai frumoase basme rusești, Editura Polirom, Iași, 1998 (în colaborare cu Iozefina Danilov).